# Hipponous
Trong thần thoại Hy Lạp, Hipponous (tiếng Hy Lạp cổ: Ἱππόνοος) là tên của các nhân vật sau đây:
- Hipponous, người có với Astynome hai người con là Capaneus và Periboea.[1][2] Ông là con trai của Iocles, cháu nội của Astacus và là chắt của Hermes với Astabe, một người con gái của Peneus.[3]
- Hipponous, một trong năm mươi người con trai của vua Priam,[4] người thành Troy cuối cùng bị Achilles giết chết trước khi Achilles tử trận.[5]
- Hipponous, một chiến binh người Achaean bị Hector giết chết.[6]
- Hipponous, con trai của Triballus. Ông có với Thrassa (con gái của Ares và Tereine) một người con là Polyphonte.[7]
- Hipponous, người cùng với cha mình (con trai của Adrastus) được kể lại là đã thiêu mình trong lửa để tuân theo lời tiên tri của Apollo.[8]
- Hipponous, tên khai sinh của người anh hùng Bellerophon.[9]